# Jaime Muñoz-Delgado
El almirante general de la Armada Jaime Muñoz-Delgado y Díaz del Río (Las Palmas de Gran Canaria, 11 de julio de 1952) es un militar español, experto en submarinos, que, entre julio de 2012 y abril de 2017, ostentó la jefatura de Estado Mayor de la Armada Española.

## Carrera militar
Ingresó en la Armada en el año 1971 siendo promovido al empleo de alférez de navío el 16 de julio de 1976. Ascendió a teniente de navío en 1979, a capitán de corbeta en 1989, a capitán de fragata en 1996 y a capitán de navío en noviembre de 2001. En octubre del año 2005 es promovido a contralmirante y a vicealmirante en julio del año 2008. En enero de 2012, asciende al empleo de almirante.
Entre sus destinos embarcado destacan las fragatas Andalucía y Vicente Yáñez Pinzón, los submarinos Marsopa, Tonina, Siroco y Narval. Fue Segundo Comandante del submarino Galerna (clase Galerna) y de la corbeta Vencedora donde participó en la Guerra del Golfo desplegado en el Mar Rojo de enero a mayo de 1991. Ha sido Comandante del patrullero Bergantín, del submarino Siroco donde fue desplegado en la operación Sharp Guard en el Adriático, siendo el primer submarino que ha participado en una operación de mantenimiento de la paz. Ejerciendo de Capitán de Fragata ha mandado el buque de desembarco Hernán Cortés donde también participó en numerosas misiones de paz en las operaciones especialmente en las Charlie Sierra y Sierra Kilo. Fue nombrado jefe de la Flotilla, Base y Escuela de Submarinos en abril de 2004 y permaneció en ese destino hasta su ascenso a contralmirante en octubre de 2005.
Entre sus destinos en tierra destacan el Estado Mayor de la Flotilla de Submarinos, Estado Mayor del Mando Operativo Naval y Jefe de la Sección de Doctrina de la Dirección de Doctrina y Planes de Personal, la actual Dirección de Personal. Desde su ascenso al almirantazgo ha desempeñado en el de contralmirante el puesto de jefe del Órgano Auxiliar de la Jefatura del Apoyo Logístico.
Como vicealmirante desempeñó los cargos de director de Mantenimiento de la Jefatura del Apoyo Logístico, y almirante jefe del Arsenal de Cartagena. Desempeñó el cargo de almirante jefe del Apoyo Logístico de la Armada.
Es especialista en submarinos y comunicaciones. Diplomado en Guerra Naval, curso que efectuó en Greenwich (Reino Unido), siendo el último curso específico de aquella escuela, y posteriormente convalidado en la Escuela de Guerra Naval española. Ha asistido asimismo a diferentes cursos en el extranjero y en el Centro de Estudios Superiores de la Defensa (CESEDEN).
El 27 de julio de 2012, el BOE recogía su nombramiento como jefe de Estado Mayor de la Armada. Fue relevado de este puesto el 1 de abril de 2017, asistiendo a la toma de posesión de su sucesor el almirante general López Calderón.

## Honores y condecoraciones
Orden de San Hermenegildo:
- Gran cruz
- Cruz
- Encomienda
- Placa

Orden del Mérito Naval:
- Gran Cruz con distintivo blanco
- Cinco Cruces

Orden del Mérito de la Guardia Civil:
- Gran Cruz [5]

- Cruz de Plata

Legión de Honor:
- Oficial  y Caballero

Orden Cruz Peruana al Mérito Naval:
- Gran Cruz con distintivo blanco

Medalla de la Liberación de Kuwait:
- Medalla

Medalla de la Organización del Tratado Atlántico Norte (OTAN):
- Medalla

Medalla de la Unión Europea Occidental:
- Medalla

Orden del Mérito Policial:
- Cruz con distintivo blanco

Dos menciones honoríficas sencillas.
| Predecesor: Manuel Rebollo García | Jefe de Estado Mayor de la Armada 27 de julio de 2012 - 31 de marzo de 2017 | Sucesor: Teodoro Esteban López Calderón |